# 中川善之助

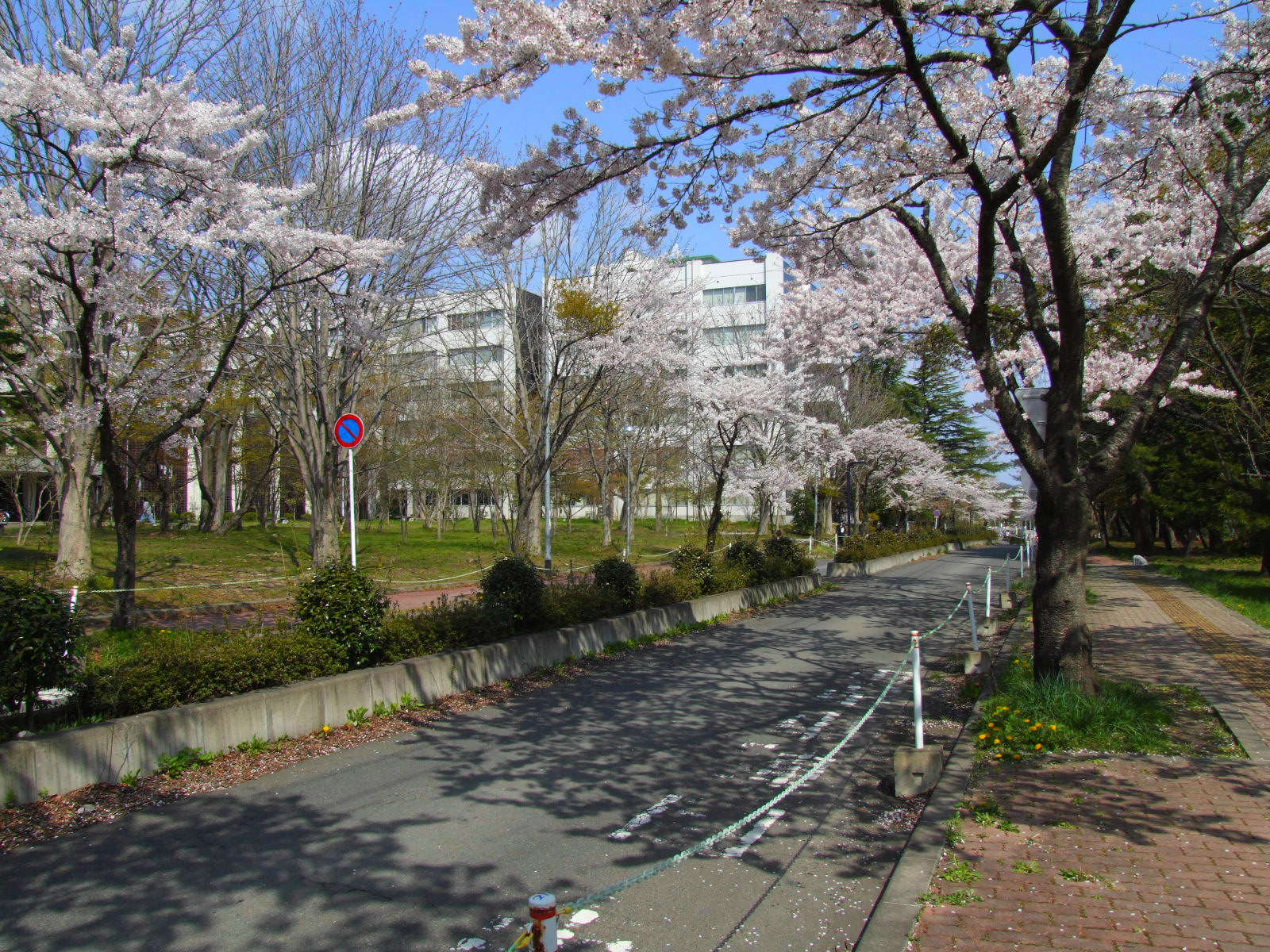
日本東北大學校園內的中善並木，其源於學生們為了表達感謝中川協助大學祭活動而因此命名（2006年4月）

中川善之助（1897年11月18日—1975年3月20日），日本東京都人，民法學者，日本東北大學名譽教授。

## 人物
中川善之助於東京帝國大學法學部畢業後，師事穗積重遠研習民法，尤其在家族法領域有著極為突出的研究成果，其努力致力於廢除傳統的家制度，因此而被尊稱為“日本現代家族法之父”。在法學研究的方法方面，中川提倡與法律行為相對的身分行為概念，主張將身分與財產二分化，藉此創立了獨立的身分法學。1946年中川被日本政府任命為臨時法制調查會委員，而與我妻榮等學者共同負責日本戰敗後的民法修改工作。

## 經歷
- 東北大學法學部教授
- 學習院大學政經學部教授
- 金澤大學校長
- 日本學士院院士

## 著作
- 《民法》
- 《家族法》
- 《親族法》
- 《相續法》
- 《民法風土記》

## 外部連結
- 東北大學法學部中善並木
- 中川善之助文庫（専修大學圖書館神田分館）
- 中川善之助收集史料（學習院大學史料館）